# Písková Lhota (Nymburk)
Písková Lhota è un comune della Repubblica Ceca facente parte del distretto di Nymburk, in Boemia Centrale.